# Aleksandra Nowakowska (lekkoatletka)
Aleksandra Nowakowska (ur. 23 kwietnia 1998 w Piotrkowie Trybunalskim) – polska lekkoatletka specjalizująca się w skoku wzwyż, startuje także w trójskoku.

## Kariera sportowa
Srebrna (Toruń, 2017), złota (Toruń, 2018) i brązowa (Toruń, 2019) medalistka Halowych Mistrzostw Polski Seniorów w Lekkoatletyce w skoku wzwyż. Ma także na w swoim dorobku mistrzostwo Polski juniorów na otwartym stadionie (U20, Suwałki 2016) oraz wielokrotne mistrzostwo Polski juniorów w hali (U18, Spała 2014; U18, Toruń 2015; U20, Toruń 2017; U23, Toruń 2018).